# Almaly (metropolitana di Almaty)
Almaly (in kazako Алмалы?) è una stazione della Linea 1, della Metropolitana di Almaty. È stata inaugurata il 1º dicembre 2011